# Пандик, Джордан
Джордан Исаак Пандик (англ. Jordan Izaak Pundik; 12 октября 1979) — американский музыкант, вокалист американской поп-панк группы New Found Glory и гитарист стороннего проекта участников New Found Glory под названием The International Superheroes of Hardcore, где играет под псевдонимом Chugga Chugga.

## Биография

### Рождение и жизнь до карьеры
Джордан родился 12 октября 1979 года в семье Карлоса Пандика и Марины Пандик (сейчас носит фамилию Уотерс). Первые 3 года жизни провел в родном городе Энглвуд, штат Нью-Джерси. Затем семья переехала во Флориду. Имеет брата Даниэля и сестру Едру. Джордан является фанатом группы Nirvana

### Личная жизнь
В 2003 Джордан обручился со своей девушкой Стейси Греимсманн (Stacey Greimsmann), а 5-го сентября 2005 года пара вступила в брак. Однако их брак продлился недолго и 15-го февраля 2007 года Джордан и Стейси развелись. В конце 2008 года Джордан завел роман с его нынешней женой, Мэнди Герлинг. Свадьба состоялась в мае 2009 года в городе Ошенсайд, штат Калифорния, где в настоящее время они и проживают. Их сын Филипп Ван Пандик родился 6 октября 2010 года.

## Дискография

### В составе New Found Glory
- 1997 — It’s All About the Girls (мини-альбом)
- 1999 — Nothing Gold Can Stay
- 2000 — From the Screen to Your Stereo (мини-альбом)
- 2000 — New Found Glory
- 2002 — Sticks and Stones
- 2004 — Catalyst
- 2006 — Coming Home[англ.]
- 2007 — From the Screen to Your Stereo Part II[англ.]
- 2008 — Hits[англ.]
- 2008 — Tip of the Iceberg[англ.] (мини-альбом)
- 2009 — Not Without a Fight
- 2011 — Radiosurgery
- 2014 — Resurrection[англ.]
- 2017 — Makes Me Sick[англ.]
- 2019 — From the Screen to your Stereo Part III
- 2020 — Forever + Ever x Infinity[англ.]

### В составе International Superheroes of Hardcore
- 2008 — Takin' it Ova!
- 2008 — HPxHC (мини-альбом)